# Алхаджакент
Алхаджакент (кум. Алхожагент) — село в Каякентском районе Дагестана. Центр Алхаджакентского сельского поселения.

## Географическое положение
Расположено на склоне горы Алхаджа, в 24 км к юго-западу от города Избербаш, на реке Ачи.

## Население
| 1895  | 1926  | 1939  | 1970  | 1989  | 2002  | 2010  |
| ----- | ----- | ----- | ----- | ----- | ----- | ----- |
| 2039  | ↘1323 | ↘1288 | ↗1368 | ↘1355 | ↗2559 | ↘2411 |
| 2021  |       |       |       |       |       |       |
| ↘1897 |       |       |       |       |       |       |

Национальный состав
По данным Всероссийской переписи населения 2021 года:
| №        | Национальность | Численность, чел. | Доля    |
| -------- | -------------- | ----------------- | ------- |
| 1        | кумыки         | 1 851             | 97,57 % |
| 1.000001 | не указавшие   | 0                 | 0 %     |
| 1.000002 | прочие         | 46                | 2,42 %  |
| 1.000003 | всего          | 1 897             | 100 %   |

## История
Согласно преданиям селение названо в честь основателя, но наличие поблизости горы Алхаджан, на которой археологами обнаружено средневековое городище, упоминаемое в арабских источниках (Аликберов А. К. Эпоха классического Ислама на Кавказе. М., 2003. С.50), позволяет связать возникновение названия селения с эпохой арабо-хазарских войн. В XVI-XVIII селение входило в Утамышское владение, позднее в Кайтагское уцмийство. В дореволюционный период жители села занимались земледелием, разведением крупного и мелкого рогатого скота, птицеводством, домашними промыслами. Алходжакентский сельсовет образован декретом ВЦИК от 20.01.21 г. в составе Сафаровского участка Кайтаго-Табасаранского округа; затем входил: с 22.11.28 г. в Дербентский, с 29.05.32 г. в Коркмаскалинский, с 23.01.35 г. в Каякентский, с 01.02.63 г. в Сергокалинский сельский и с 12.01.65 г. вновь в Каякентский район.

## Известные уроженцы
Уроженцами селения являются: учёные: доктор биологических наук, профессор ректор ДГПУ Шейх Исмаилов, учёные: аграрии: доктор биологических наук, профессор Ю.М. Арабханов и доктор сельскохозяйственных наук, профессор М.К. Караев, к.тех.н. Ш.Г. Джалалов, к.сельхоз.н. М.У. Алимпашаев; религиозные деятели и арабисты: Улан Аджакай-Шейх, Кадир-Шейх, Будайчы Алхаджигентли; поэт М. Кадыров, крупные предприниматели: А. Кадыров и Д. Магомедов.Османов Байрамали мостостроитель.

## Улицы[11]
| - Алациева - Алибекова - Буйнакская - В.Терешковой - Гагарина - Дружбы - Жуковского - Зелёная - Кирова - Комсомольская - Котрова - Ленина | - Мамашева - Мира - Мичурина - Орджоникидзе - Первомайская - Пушкина - Свердлова - Советская - Суворова - Тимирязева - Ю.Акаева |